# Eugen Freier
Eugen Freier (25 maggio 1957) è un ex calciatore e allenatore di calcio polacco naturalizzato tedesco.